# Isidore Plaisant
Isidore Plaisant (Brussel, 23 september 1795 - aldaar, 10 mei 1836) was een Belgisch magistraat en hoogleraar aan de Université libre de Bruxelles. Hij was het eerste hoofd van de Staatsveiligheid en de eerste procureur-generaal bij het Hof van Cassatie.

## Biografie

### Familie en studies
Isidore Plaisant was een zoon van de Brusselse handelaar Jean Joseph Plaisant, afkomstig uit Chapelle-lez-Herlaimont, en Marie-Rose Buchet. Hij was minstens vanaf 1815 student in de rechten in Bologna, wat hem was mogelijk gemaakt door een beurs die hij kreeg van de Stichting Jan Jacobs, gesticht in de 17de eeuw door de Brusselse goudsmid Jan Jacobs. Hij vervolgde zijn studies aan het archigymnasio della Sapienza in Rome. Tevens was hij provisor-regent in Sint-Juliaan-der-Vlamingen. Van daaruit stuurde hij, einde 1816, via zijn vriend Philippe Lesbroussart een werk in bij de Académie de Belgique, waar het door Karel van Hulthem zeer lovend werd besproken. De titel luidde Mémoire sur les hommes célèbres de la Belgique qui ont visité l'Italie et sur les monuments et souvenirs qu'ils y ont laissé (postuum gepubliceerd in Revue d'histoire et d'archéologie 4, Brussel, 1864).

### Voor de Revolutie
Na zijn diploma van doctor in de rechten te hebben behaald vestigde Plaisant zich in Brussel als advocaat. Hij werd echter gehinderd door zijn gebrek aan kennis van het Nederlands. Toen de nieuwe wetten dienaangaande hem het pleiten onmogelijk maakten, gaf hij vanaf begin 1830 les in een pas opgerichte École de commerce.
Zijn woning, Rue d'Assaut, werd een ontmoetingsplaats voor een bepaalde Brusselse intellectuele elite. Bij hem kon men Sylvain van de Weyer en Adolphe Quetelet, Louis de Potter en Alexandre Gendebien ontmoeten. Daar werd druk gediscussieerd over de problemen van de dag en de toekomst van het Verenigd Koninkrijk der Nederlanden. In dergelijke kringen, waar liberalen en vrijmetselaars aan de ene kant, progressieve katholieken en geestesgenoten van Lamennais aan de andere kant elkaar ontmoetten, kwam het unionisme tot stand.
Plaisant behoorde hoogstwaarschijnlijk tot de vrijmetselarij. Hij werd alvast in 1823 als lid ingeschreven bij een van de vele fantaisistische reïncarnaties van de Orde van Tempeliers die was gesticht door de Parijse arts Bernard-Raymond Fabré-Palaprat (1773-1838). Onder de hoede van graaf en generaal-majoor Auguste van der Meere de Cruyshautem, Groot-Prior voor België, trof men onder het dertigtal Belgische leden aan: Alexandre Gendebien, Jean Barbanson, Eugène Defacqz en Pierre-Théodore Verhaegen, allen voor 1830 te catalogeren als liberaal, orangist en vrijmetselaar.

### Belgische Revolutie
Bij het prille begin van de Belgische Revolutie was Plaisant lid van de Brusselse Burgerwacht en behoorde hierdoor tot de groep van de hoofdfiguren van deze revolutie. Een van de eerste beslissingen van het Voorlopig Bewind was de benoeming van administrateurs-generaal (aanvankelijk commissarissen genoemd) voor vijf comités die de kern moesten worden van vijf ministeriële departementen: Oorlog (André-Edouard Jolly, nadien Albert Goblet d'Alviella), Binnenlandse Zaken (Jean-François Tielemans), Financiën (Jacques Coghen, nadien Charles de Brouckère), Justitie (Alexandre Gendebien) en Openbare Veiligheid (Isidore Plaisant). Enkele dagen later kwam daar ook nog een commissie Buitenlandse Zaken bij (Sylvain Van de Weyer).

### Staatsveiligheid en daarna
Deze comités groeiden uit tot ministeriële departementen, met uitzondering van de Staatsveiligheid, die een administratie bleef, nu eens gehecht bij het ministerie van Binnenlandse zaken, dan weer bij het ministerie van Justitie.
Na zijn korte activiteit als eerste hoofd van de Staatsveiligheid (tot 1 april 1831) keerde Plaisant naar de magistratuur terug. Hij was al bij het begin van de revolutie, op 30 september 1830 tot advocaat-generaal bij het Hooggerechtshof benoemd. In oktober 1832 werd hij dienstdoende procureur-generaal bij het Hof van Cassatie, om in 1834 definitief in dit ambt te worden bevestigd. Na zijn overlijden volgde Mathieu Leclercq hem in deze hoedanigheid op.
Vanaf oktober 1834 was Plaisant ook hoogleraar aan de pas opgerichte Université libre de Bruxelles en doceerde er publiek recht. Hij werd de voornaamste oprichter van de 'Pasinomie' of publicatie van alle wetten, decreten en besluiten die toepasselijk waren in België, wat door zijn tijdgenoten een 'opus heroïcum' werd genoemd.
Een vroegtijdige dood in 1836 maakte een einde aan dit actieve leven. 

## Publicaties
- De l'étude du droit positif du royaume des Pays-Bas, 1828
- Rapport sur la situation du département de la Sûreté publique, présenté devant le Congrès national, par Isidore Plaisant, administrateur général
- La pasinomie ou collection des lois belges depuis 1788
- Eloge funèbre de Joseph Odevaere, peintre de S. M. le roi des Pays-Bas, décédé à Bruxelles, le 11 février 1830 (manuscript in de Koninklijke Bibliotheek).
- La constitution belge annotée, 1832
- François-Ernest de Chabrol-Chaméane & Isidore Plaisant, Dictionnaire de législation usuelle contenant les notions du droit civil, commercial, criminel et administratif avec toutes les formules des actes et contrats, et le tarif du droit d'enregistrement, Edition entièrement refondue et augmentée de la législation du royaume de Belgique, Précédé de la Constitution belge annotée par Isid[ore] Plaisant, procureur général près la Cour de cassation, Brussel, 1835-1836, 2 Vol.
- Code Constitutionnel de la Belgique, expliqué par ses motifs et des exemples, Brussel, 1836.